# Can Ferrer Sastre
Can Ferrer Sastre és una masia de Sant Andreu de Llavaneres (Maresme) inclosa a l'Inventari del Patrimoni Arquitectònic de Catalunya.

## Descripció
Masia de planta quadrangular formada per dos cossos (l'un més alt que l'altre) i dues plantes, sense golfes. La coberta és a dues aigües. A la façana principal hi ha un portal recte amb llinda de pedra. Totes les obertures són de pedra granítica. A la planta alta la distribució és desigual i les llindes són d'obra, mentre que a la planta de baix les llindes són de pedra. A l'interior les finestres tenen festejadors.

## Història
Aquesta casa i les seves terres pertanyien a la propietat de Can Tamís. La família Ferrer Sastre era una de les que tenia l'usdefruit sobre el rec Molar, tot i que només disposava d'una quartera de terra. La casa actualment pertany a la família Pujol Valls, que n'ha fet una acurada restauració.